# Schradera glabriflora
Schradera glabriflora är en måreväxtart som beskrevs av Julian Alfred Steyermark. Schradera glabriflora ingår i släktet Schradera och familjen måreväxter. Inga underarter finns listade i Catalogue of Life.